# Bíblia Poliglota Complutense
Bíblia Poliglota Complutense é a primeira edição poliglota da Bíblia por inteiro, projeto do Cardeal Cisneiros. Incluía as primeiras versões impressas do Novo Testamento grego, a Septuaginta completa e o Targum Onkelos. Das seiscentas impressas, apenas 123 chegaram aos nossos dias.

## História
Com o surgimento da prensa móvel em 1450, tornou-se possível a impressão de textos numa escala, até então, desconhecida. Por esta época, o Cardeal Cisneiros convidou vários eruditos, incluindo Hernán Nuñez, para o ambicioso projeto de compilar uma edição poliglótica completa da Bíblia. A reunião foi efetuada em Alcalá de Henares (em latim, Complutum) na Universidade de Alcalá, fundada pelo próprio cardeal e, sob seus cuidados, iniciaram o trabalho, que teve também a supervisão e a direção de Diego López de Zúñiga. O projeto permaneceu sendo feito em Alcalá de Henares, por quinze anos consecutivos.
O Novo Testamento estava completo e impresso em 1514, porém a sua publicação só pode ser feita com a finalização do Velho Testamento, para que assim, ambos pudessem ser publicados como uma única obra. Neste momento, notícia do projeto chegou até o conhecimento de Erasmo de Roterdã, que produziu sua própria edição impressa do Novo Testamento grego. Sendo assim, Erasmo obteve do imperador Maximiliano e do papa Leão X, o privilégio de publicação exclusiva por quatro anos. Este texto tornou-se o Textus Receptus, e suas edições posteriores foram a base para o Novo Testamento da versão do rei James.
O Velho Testamento complutense, estava completo em 1517, mas por força do privilégio obtido por Erasmo, a publicação da Poliglota Complutense foi adiada até 1520, quando o papa Leão X a sancionou. Acredita-se que sua distribuição foi reduzida até 1522. O cardeal Cisneiros morreu em julho de 1517, cinco meses após o término da obra e não chegou a ver sua publicação.

## Conteúdo

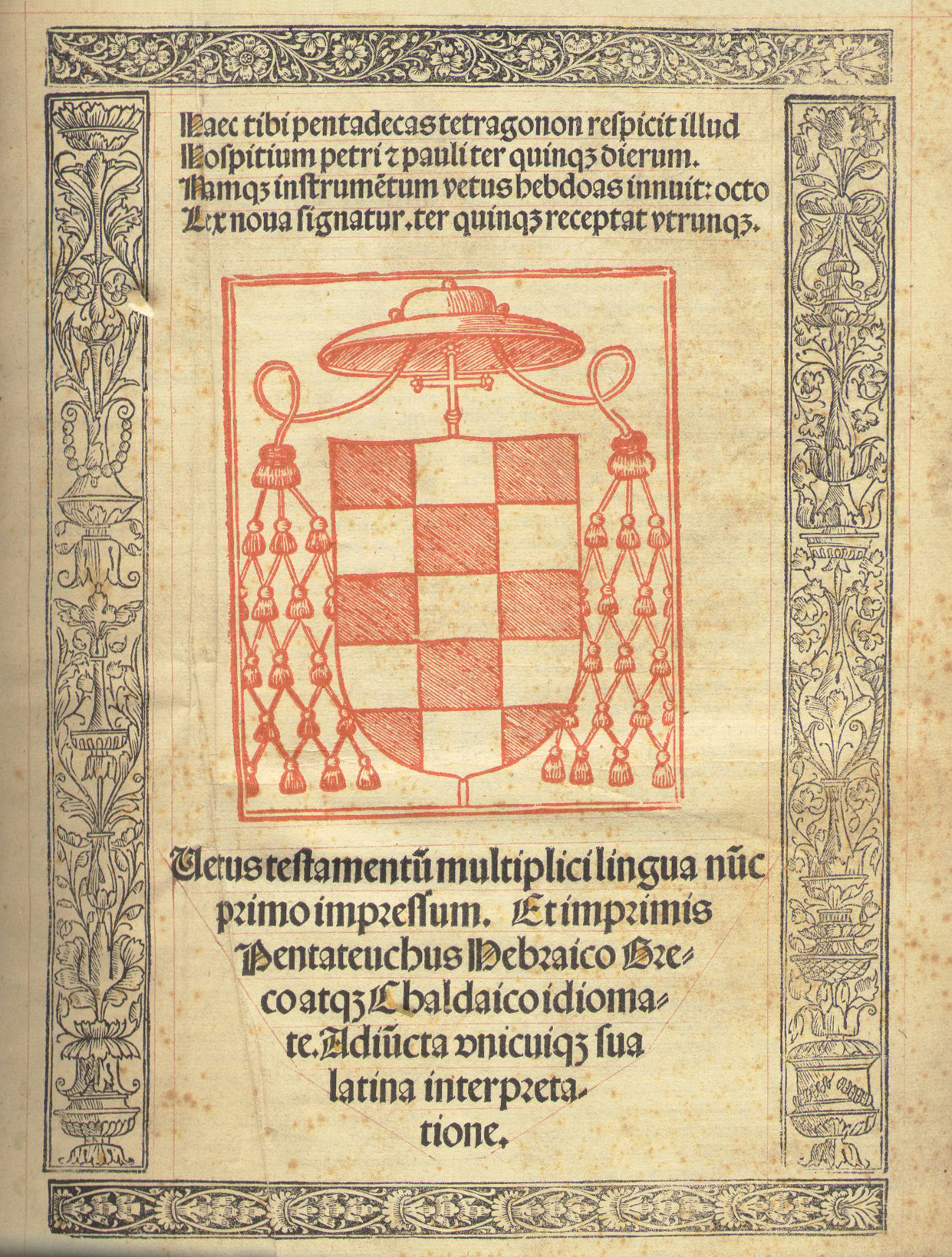
Primeira página do original, com o brasão cardinalício de Cisneiros.

A Poliglota complutense foi publicada em seis volumes. Os primeiros quatro volumes contêm o Velho Testamento. Cada página consiste em três colunas de texto paralelo: hebraico à esquerda, a Vulgata no meio e a Septuaginta grega na última coluna. Em cada página do Pentateuco o texto aramaico (Targum Onkelos) e sua tradução para o latim estavam na parte inferior. O quinto volume, o Novo Testamento, consistia em colunas paralelas do texto grego e da Vulgata; O sexto volume continha dicionários de hebraico, aramaico e grego e textos de apoio.
Um fac-símile em tamanho fólio foi publicado em Valência entre 1984 e 1987, reproduzindo os cinco primeiros volumes a partir da cópia da Biblioteca dos Jesuítas em Roma. O raro sexto volume foi reproduzido a partir da cópia da Universidade de Madri.
A letra criada para a Complutense por Arnaldo Guillén de Brocar, foi considerada por tipógrafos, como Robert Proctor, como o ápice do desenvolvimento da tipografia grega naquela época de início das publicações impressas. Antes que a letra criada por Aldus Manutius tomasse conta do mercado pelos próximos dois séculos. Proctor baseou sua criação, a letra Otter Greek na letra da Poliglota. A GFS Complutensian Greek da organização grega Greek Font Society igualmente baseou-se na Poliglota.